# Langheimer Amtshof
Der Langheimer Amtshof ist ein zweiflügeliger, ehemaliger Klosterhof der Zisterzienser, der heute zahlreiche Forschungs- und Bildungseinrichtungen beherbergt und das Stadtbild von Kulmbach maßgeblich mitbestimmt.

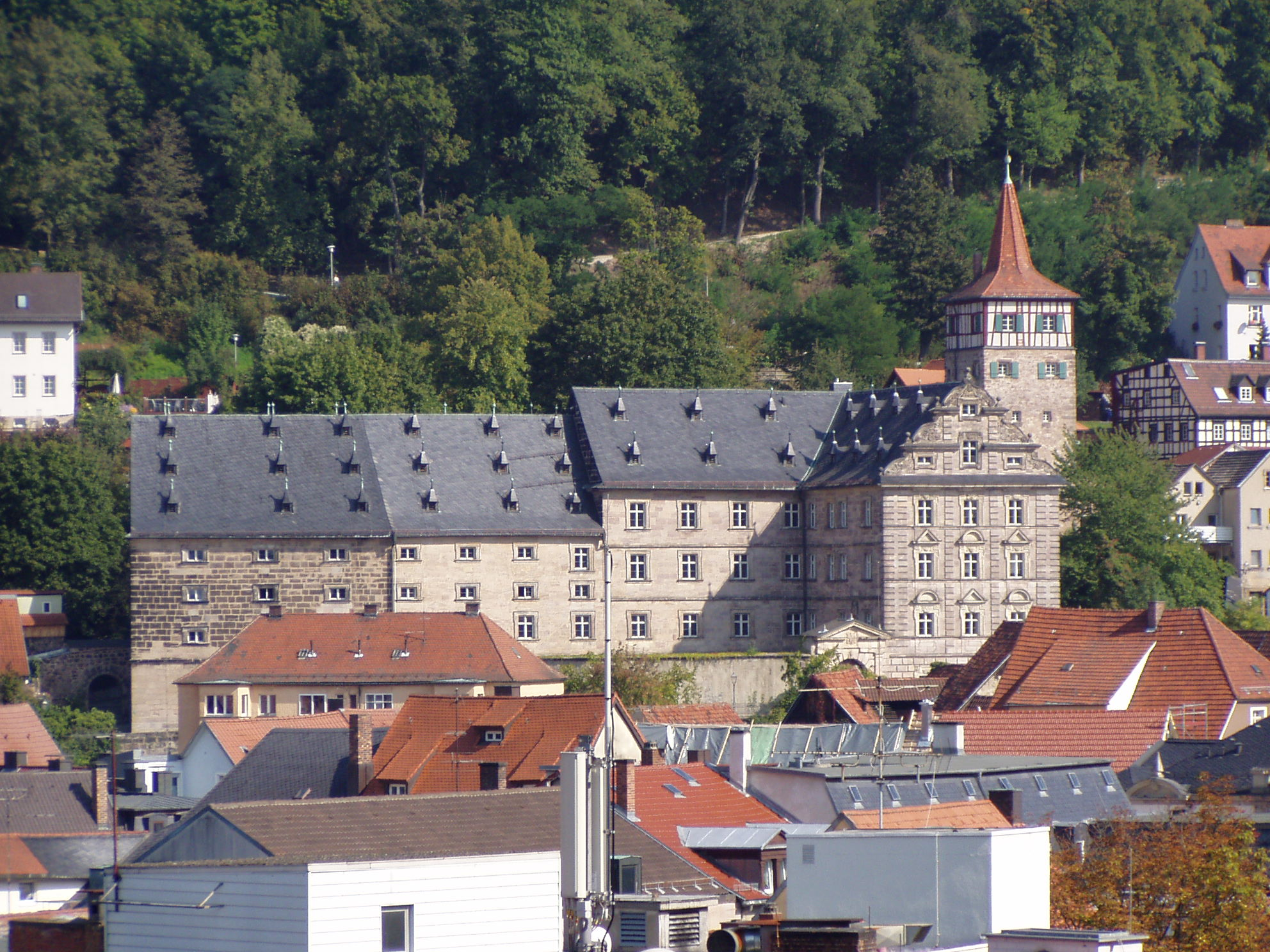
Südfassaden des Langheimer Amtshofs in Kulmbach, rechts dahinter der Rote Turm der Stadtmauer.

## Geschichte
Vor fast 700 Jahren wurde eine Katharinenkapelle am Südhang des Burgbergs in Kulmbach zur Keimzelle des späteren Langheimer Amtshofs. Nach vielen Neu- und Umbauten wurde 1692–95 das heute noch bestehende barocke Prachtgebäude der Zisterziensermönche im ansonsten protestantischen Kulmbach errichtet. Die Amtsgeschäfte für das Kloster Langheim im markgräflichen Gebiet versahen vom 16. bis ins 19. Jahrhundert der Amtmann und der Pater Hofmeister zu Kulmbach. Der Hof wurde im Zweiten Markgrafenkrieg 1553 zerstört, aber unmittelbar danach als Fachwerkbau wieder aufgebaut.
Die heutigen Gebäude entstanden gegen Ende des 17. Jahrhunderts. Vermutlich nach den Plänen von Leonhard Dientzenhofer wurde die Anlage ab 1692 bedeutend erweitert und umgestaltet. Es entstanden eine klösterliche Amtskanzlei, Wohnungen für das Verwaltungspersonal, Gästeappartements und große Getreidespeicher. Auftraggeber war Abt Gallus Knauer aus dem Kloster Langheim bei Lichtenfels.
Als das Kloster Langheim 1802 durch einen Brand zerstört wurde und unmittelbar darauf die Säkularisation einsetzte, fiel der Amtshof zunächst an das Königreich Preußen. 1806 besetzten französische und bayerische Truppen den Amtshof, der 1810 mitsamt der Stadt Kulmbach an das Königreich Bayern verkauft wurde. In der Folge diente er als Rentamt, später war er bis 1965 das „romantischste Finanzamt Deutschlands“. Danach blieb er bis Mitte der 1980er Jahre ungenutzt.

## Das Gebäude
Das große, aus Sandstein errichtete Gebäude liegt am Nordrand der Altstadt Kulmbachs auf einem Felsvorsprung des südwestlichen Festungsberges. Seine Schaufassaden sind der Stadt
zugewandt, die rückwärtigen Teile des Gebäudes sind tief in den Festungsberg hinein gebaut. Während im Süden der Zugang ebenerdig ist, kann von Norden der einst Mönchshof genannte Bau durch eine Tür in den zweiten Stock betreten werden. Die Gesamtanlage ist viergeschossig, wobei zu unterst ein sehr massives und weit in den Felsen gehauenes Kellergeschoss vorzufinden ist. Zwei im rechten Winkel zueinander errichtete Flügel werden durch ein riesiges, steiles und dicht mit Dachgauben besetztes Satteldach bekrönt. Der Nordflügel besitzt vier Achsen und wird nach Westen hin von der siebenachsigen Zehntscheune verlängert. Dieser Zehntstadel war das Getreidelager der Mönche und verjüngt sich immer mehr hin zu einer einachsigen Westseite.
Die Schaufassade des Prälatenbaus wird an den Erdgeschossecken von zwei rundbogigen Portalen flankiert. An der südlichen Hofmauer ist dies ein hohes, rustizierendes Tor, dessen Schlussstein im Torbogen unter einem klassischen Giebel ein Engelskopf ziert. Darüber sind in einem Rahmen die ovalen Wappenschilde von Langheim, ein Abtsstab, der in einem Kelch steckt, und von Gallus Knauer zu sehen, über denen ein Engelskopf mit Mitra schwebt.
Das riesige Satteldach ist mit Schiefer gedeckt und besitzt wird von einer Vielzahl von Spitzen gekrönten Dachgauben (Walmgauben) geschmückt. Die Spitze des stadtseitigen Prunkgiebels ziert ein geflügelter Engelskopf. Über der westlichen Zehntscheune besitzt der Dachstuhl drei Ebenen, die einst als Lager dienten. Über dem Prälatenbau ist der Dachstuhl zweigeschossig. Hier waren ein Gästezimmer vorhanden, von denen heute noch die zwei größeren mit Alkoven und bemalten Holzwänden zu sehen sind.
Im Inneren des Amtshof schmückten reichhaltige Verzierungen aus Stuck die Säle und Kammern des Prälatenbaus. Noch heute findet sich Stuckwerk des 17. und 18. Jahrhunderts mit Bandelwerk, herzförmigen Rahmungen, vielen gerahmten Kartuschen und zahlreichen anderen, gefälligen Stuckformen. Von der einst reichhaltigen Bemalung und von der Ausstattung der Räume mit Bildern, Teppichen und Möbeln ist nichts mehr erhalten.
Der Langheimer Amtshof birgt auch heute noch zahlreiche versteckte und „geheime“ Räume, die nur zum Teil zugänglich sind. Zwei unterirdische Kelleranlagen liegen unter und hinter dem Gebäude. Die Stollenanlage im Kulmbacher Konglomerat besteht aus einem Hauptgang in Richtung Norden mit sieben Nebenstollen. Derzeit sind etwa 250 Meter Länge begehbar. Die Gänge folgen weitgehend natürlichen Klüften.
Das Gebäude ist nur einmal im Jahr anlässlich eines Tages der offenen Tür zu besichtigen. Allerdings ist sein Anblick und sein an der Fassade angebrachter, barocker Figurenschmuck sehr sehenswert. Die Fassade des Prälatenbaus ist reich mit Figuren, Blumen und Früchten aus Sandstein geschmückt und wird von zwei ebenfalls mit Figuren verzierten Portalen eingerahmt. Das Gebäude wird nachts von großen Strahlern erleuchtet.

## Der Garten
Östlich an den Prälatenbau schließt sich der Garten des Amtshofs an. Zugänglich war diese auf einer gemauerten Sandsteinterrasse gelegene Fläche entweder vom Rentamtsgäßchen über das östliche Prunkportal oder vom Amtshof aus durch das Portal der Katharinenkapelle. Dieser Garten war im 17. Jahrhundert als barocke Anlage französischer Prägung mit Kräuterbeeten und kleinem Broderieparterre angelegt worden. Umgeben von Mauern hatten die Mönche hier auch hier in der Außenstelle Langheims einen Klostergarten, der dem Typus des Hortus conclusus entsprach. Nach der Säkularisation 1802/03 wurde er nicht mehr als solcher gepflegt. Der Garten wurde mindestens seit den 1890er Jahren bis 1965 für Gemüse-, Kräuter- und Obstanbau genutzt und verwilderte anschließend bis 1982. Zunächst wurde er modern als Rasenfläche mit gepflastertem Rundweg als Pausenbereich für die P.T.A.-Schule gestaltet und mit Büschen, Bäumen und Sitzgelegenheiten aufgelockert. 
2017 wurde die südliche Hälfte des Gartens als barocke Anlage nach einem Plan von Johann Lorenz Fink anstelle der Rasenfläche wieder rekonstruiert. Gegen den Festungsberg stützt eine Sandsteinmauer eine nördlich gelegene, zweite Gartenebene, die noch heute über einen Treppenturm erreichbar ist. Hier stand im 18. Jahrhundert ein als Speiseraum genutzter, heizbarer Pavillon. Im Jahr 2020 wurden die Stützmauern und der sich aus seiner ursprünglichen Lage bewegende Treppenturm gefestigt und saniert. 
Die Grünanlage ist auf allen Seiten von hohen Mauern umgeben; ein barockes Prunkportal mit Figuren aus der Werkstatt des Bildhauers Hans Georg Brenck bietet die Zutrittsmöglichkeit vom Rentamtsgäßchen aus. An der Ostfassade des Amtshofs prangt in etwa 10 Metern Höhe eine farbig gefasste Sonnenuhr des 18. Jahrhunderts, die nur von diesem Garten aus zu sehen ist.

## Heutige Nutzung
Im Jahre 1981 haben der Landkreis Kulmbach und die Stadt Kulmbach mit der Gründung der Sanierungs- und Verwaltungs GmbH für den Langheimer Amtshof eine zukunftsweisende Entscheidung getroffen. Die Gesellschaft sanierte den Amtshof bis 1986 in Zusammenarbeit mit dem Bayerischen Landesamt für Denkmalpflege und sorgte für eine seither andauernde Vermietung sämtlicher Gebäudeteile. Heute beherbergt der Amtshof die Akademie für Neue Medien und eine Berufsfachschule für Pharmazeutisch-Technische Assistenten sowie zwei Forschungsstellen der Universität Bayreuth für Raumplanung bzw. Personalwesen. Daneben ist im Gebäude eine Zweigstelle der Akademie der Bayerischen Presse untergebracht.